# Серафини, Джулио
Джулио Серафини (итал. Giulio Serafini; 12 октября 1867, Больсена, Папская область — 16 июля 1938, Ватикан) — итальянский куриальный кардинал и ватиканский сановник. Епископ Пеши с 4 марта по 16 декабря 1907. Титулярный епископ Лампсако с 16 декабря 1907 по 30 июня 1930. Секретарь Священной Конгрегации Собора с 28 октября 1923 по 30 июня 1930. Префект Священной Конгрегации Собора с 4 июля 1930 по 16 июля 1938. Председатель Папской Комиссии по аутентичному толкованию Кодекса канонического права с 30 июня 1936 по 16 июля 1938. Кардинал-священник с 30 июня 1930, с титулом церкви Санта-Мария-сопра-Минерва с 3 июля 1930.